# Kleiner Grasbrook
Kleiner Grasbrook o en baix alemany Lütt Grasbrook és un barri del districte d'Hamburg-Mitte al sud de l'estat d'Hamburg a Alemanya a la frontera amb Baixa Saxònia. A la fi de 2016 tenia 1218 habitants a una superfície de 4,5 km²

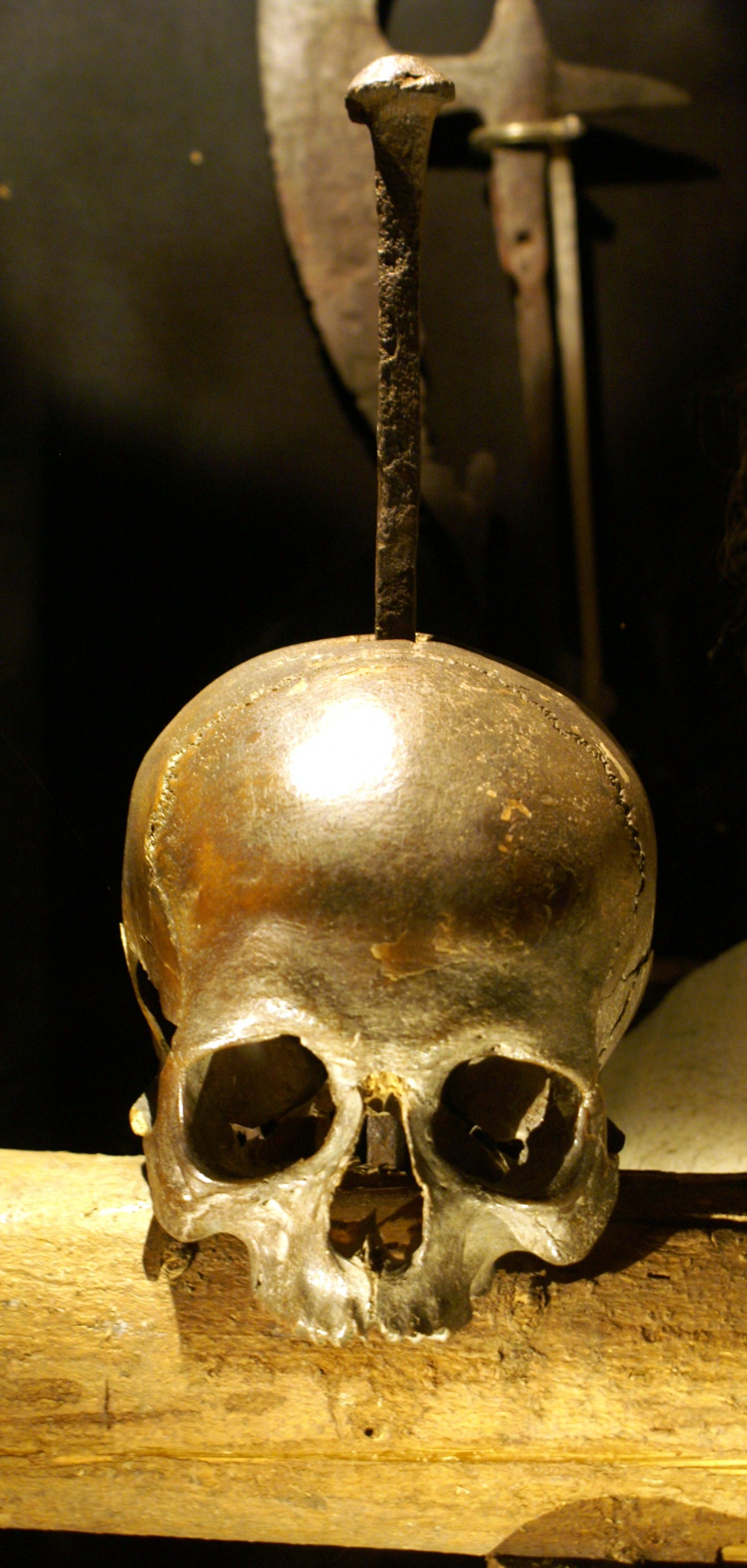
Crani d'un penjat trobat a la construcció del port del Grasbrook, ara al Museu d'Història d'Hamburg

El nom Grasbrook significa maresme brook amb gras gespa. Era una zona humida, eren terres fora del dic davant les muralles de la ciutat d'Hamburg, que servien de prats comuns. A marea viva sovint es van inundar i la forma va canviar després de cada maror ciclònica. El 1549 es va construir el canal nou (Nie Graven) que va tallar la zona en dues parts: el petit Grasbrook al sud, que va esdevenir una illa, i el gran Grasbrook (Grosser Grasbrook). Aquest obra havia de conduir més aigua cap al Norderelbe per esbandir la sedimentació i evitar que massa trànsit passi per Harburg, el bras septentrional de l'Elba aleshores menys menys profund que el Süderelbe, un vantatge del port competidor que pertanyia al Ducat de Brunswick-Lüneburg, una situació que no plaïa gaire als Pepersäcke, com es deien en baix alemany els rics comerciants d'Hamburg. També servia de camp patibulari i s'hi exposaven els caps dels executats clavats a un pal per atemorir la població.

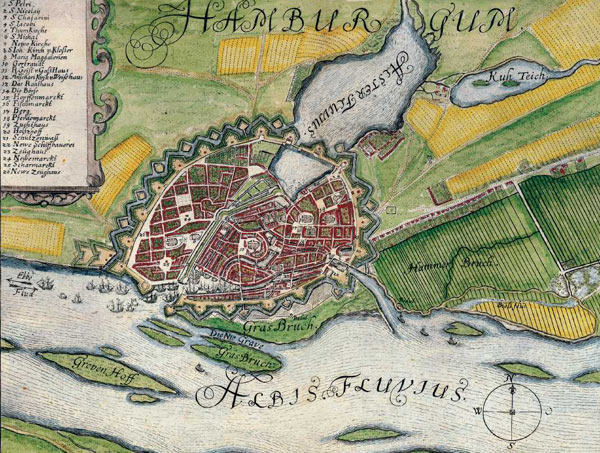
Grasbrook (escrit «Gras Bruch») el 1660

A mitjans del segle xix el port d'Hamburg va expandir, i el 1848 l'illa va ser endigada, el terra realçat i urbanitzat. Va esdevenir un barri nou molt poblat. Per crear molls nous (Reiherstieg, Veddelkanal, Saalehafen, Moldauhafen per a la navegació interior, Südwesthafen —antigament port de petroli—), el 1887 la majoria de les cases van ser enderrocades i les més de vint mil habitants van haver de cercar nous habitatges per fer lloc al port franc. En aquesta època ja no hi havia lleis per indemnitzar els llogaters, víctimes d'una expropiació. Molts se'n van anar a Hammerbrook i a Barmbek. A principis del segle XX es va connectar el barri al ferrocarril del port Hamburger Hafenbahn. Només queden habitants a l'entorn del carrer Harburger Chaussee.
Encara avui hi ha un important magatzem refrigerat per a frutes meridionals i un port per a vaixells de càrrega horitzontal, com a port va perdre importància des dels anys 1970, com que els molls eren massa petits per als portacontenidors sempre més grans. L'obertura de les fronteres europees també va fer el port franc inútil, i a la fi del 2012 va ser abolit.

## 2017 i enllà: polígon industrial o barri nou?
Pels canvis del mode de transport molts empreses van abandonar el port vell i molt terrenys són en guaret. Tot i això, encara hi treballen uns dos mil persones. Quan el govern esperava atreure el Jocs Olímpics de 2020 o 2024 s'havia pensat a aquesta illa, molt ben situada prop del centre de la ciutat per crear la vila olímpica i una prolungació de la línia U4 del metro. Era part del projecte «Salt a l'altra riba de l'Elba» (Sprung über die Elbe) del govern que vol millorar la integració dels barris força aïllats al sud de l'Elba en la ciutat. A la fi del 2015 el projecte va ser refusat per la població en un referèndum. Tot i això, el govern de la ciutat que cerca desesperadament terreny per urbanitzar per respondre a l'expansió demogràfica, continua els plans, la incertesa del futur no agrada gaire a les empreses que encara hi són. El 2017, encara no hi compromís entre els differents interessats i partits polítics.

## Llocs d'interès

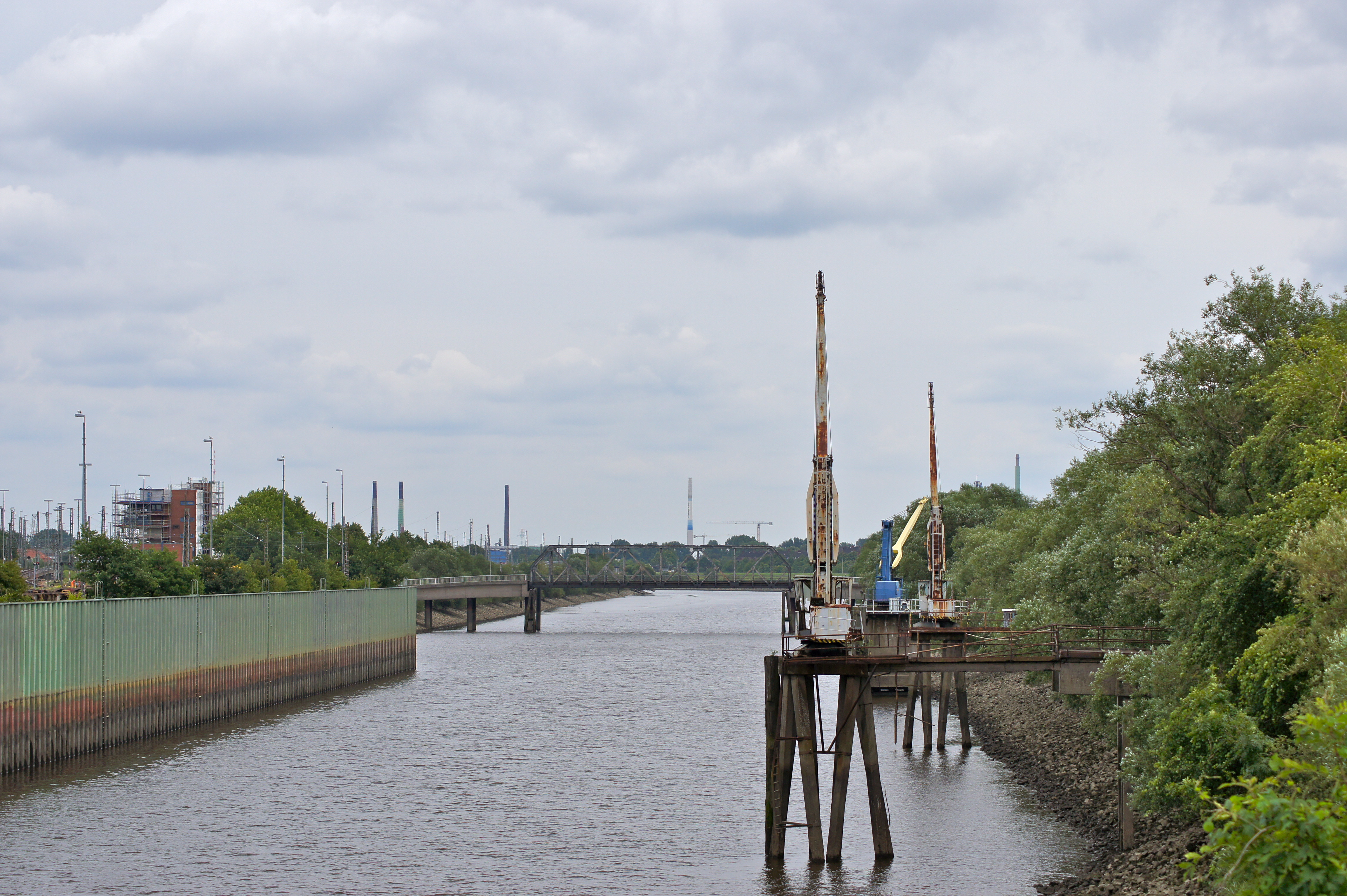
El Veddelkanal
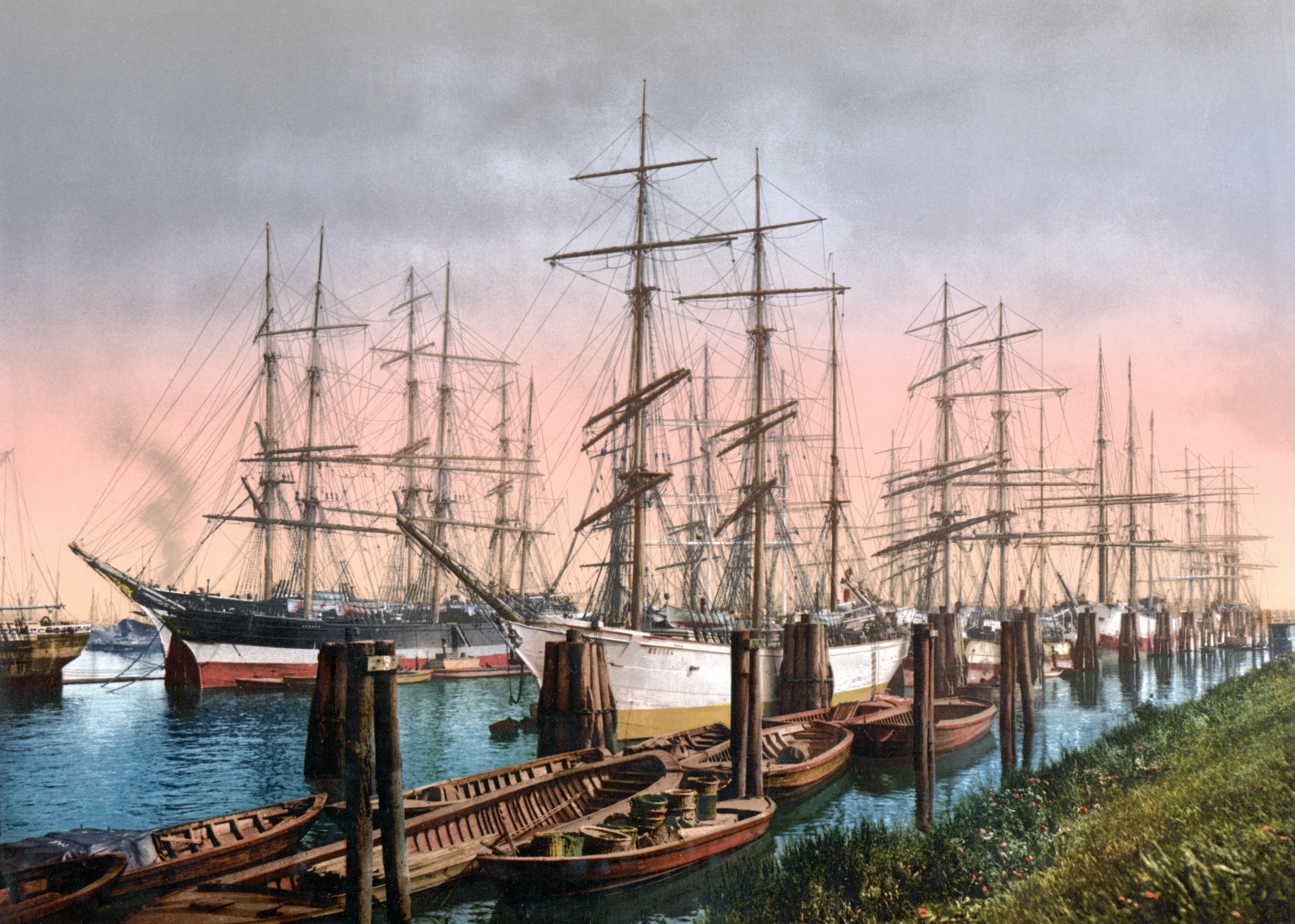
El port al Petit Grasbrook vers 1900
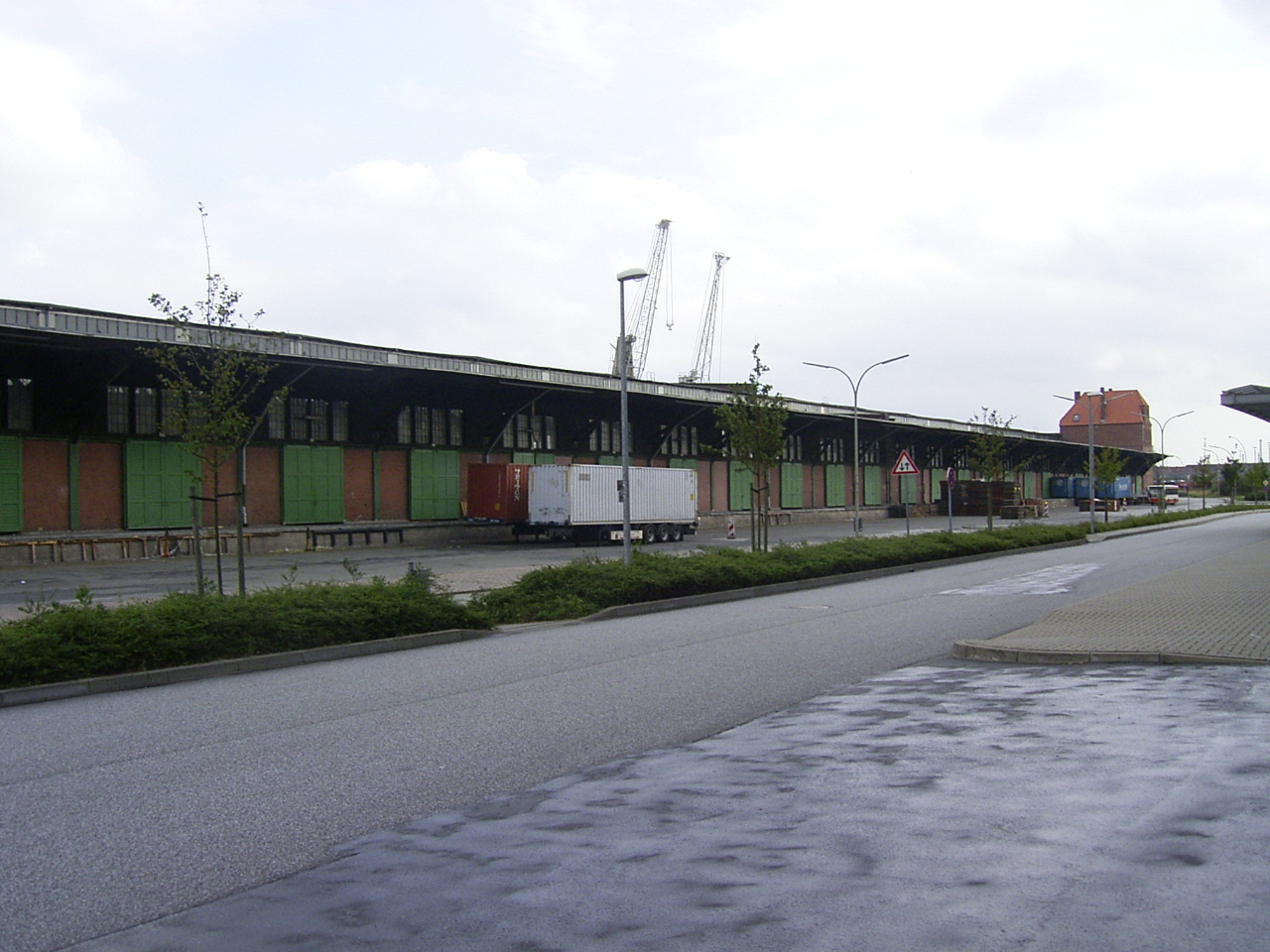
Magatzem número 50
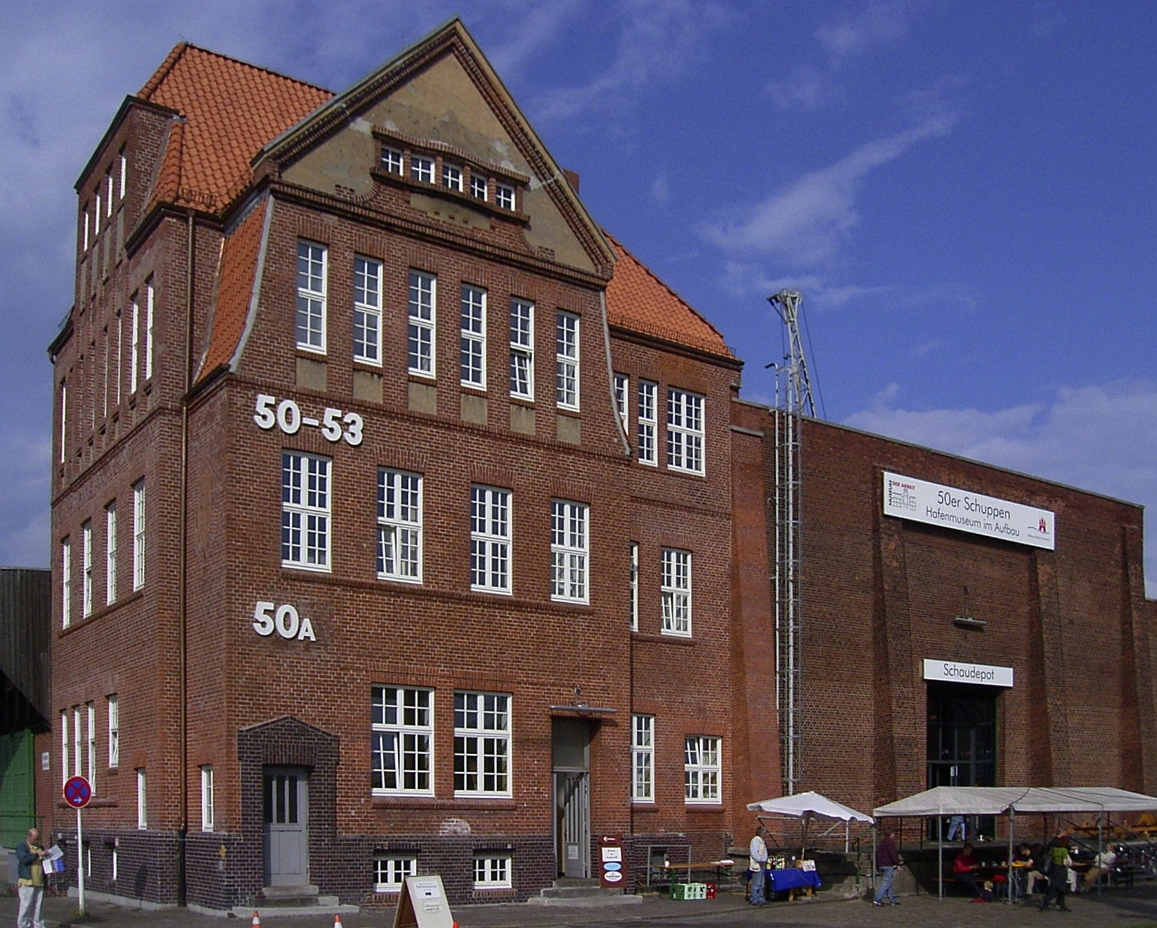
Magatzem número 50 (part del Museu del Treball)

## Enllaços i referències
A Wikimedia Commons hi ha contingut multimèdia relatiu a: Kleiner Grasbrook

1. ↑  Fehrs-Gilde «Hochdeutsch-plattdeutsche Liste von Stadtteilen in Hamburg», Gesellschaft für niederdeutsche Sprachpflege, Literatur und Sprachpolitik [consulta el 25 de novembre de 2013]
2. ↑  Tilgner, Daniel. «Kleiner Grasbrook». A: Hamburg von Altona bis Zollenspieker: Das Haspa-Handbuch für alle Stadtteile der Hansestadt (Hamburg de A d'Altona cap a Z de Zollenspiecker: el manual de l'Haspa de tots els barris de la ciutat hanseàtica) (en alemany).  Hamburg: Hoffmann & Campe, 2002, p. 590-595. ISBN 3-455-11333-8.
3. ↑  Beckershaus, Horst. «Kleiner Grasbrook». A: Die Namen der Hamburger Stadtteile (Els noms dels barris d'Hamburg) (en alemany).  Hamburg: Editorial Ernst Kabel, 1998, p. 67-68. ISBN 3-8225-0471-8.
4. ↑  Tilger, 2002, p. 590.
5. ↑  Beckershaus, 1998, p. 68.
6. ↑  Sulzyc, Thomas «Abriss des Zollzauns: Das Inselgefühl kehrt zurück» (en alemany). Hamburger Abendblatt, 11-01-2013.
7. ↑  Arndt, Eckhard-Herbert «‘Betriebe brauchen mehr Zeit’ · UVHH-Präsident Gunther Bonz zu Olympischen Spielen in Hamburg» (en alemany). Täglicher Hafenbericht, 03-02-2015, pàg. 2.
8. ↑  «Referendum: Mehrheit der Hamburger sagt Nein zu Olympia» (en alemany).   Spiegel Online, 29-11-2015. [Consulta: 28 maig 2017].
9. ↑   «Hafenwirtschaft drängt auf klaren Kurs des Senats» (en alemany). Täglicher Hafenbericht. DVV Media Group, 13-07-2016.[Enllaç no actiu]
10. ↑  Schirg, Oliver; Kopp, Martin «Streit um Wohnungsbau im Hafen» (en alemany). Hamburger Abendblatt, 31-05-2016.
11. ↑  Schirg, Oliver «Was wird ohne Olympia aus dem Kleinen Grasbrook?» (en alemany). Hamburger Abendblatt, 01-12-2015.